# Ampedus minos
Ampedus minos là một loài bọ cánh cứng trong họ Elateridae. Loài này được Wurst miêu tả khoa học năm 1997.